# Aartsbisdom Cali
Het aartsbisdom Cali (Latijn: Archidioecesis Caliensis) is een rooms-katholiek aartsbisdom met als zetel Cali, in Colombia. De aartsbisschop van Cali is metropoliet van de kerkprovincie Cali, waartoe ook de volgende suffragane bisdommen behoren:
- Buenaventura
- Buga
- Cartago
- Palmira

## Geschiedenis
Het aartsbisdom werd opgericht op 7 juni 1910, als bisdom Cali, uit delen van het aartsbisdom Popayán, en was suffragaan aan het aartsbisdom Popayán. Op 20 juni 1964 werd het verheven tot metropolitaan aartsbisdom.

## Parochies
Het aartsbisdom had in 2021 een oppervlakte van 2.504 km2 en telde 2.863.000 inwoners waarvan 84,9% rooms-katholiek was.

## Ordinarii

### Bisschoppen
- Heladio Posidio Perlaza Ramírez (11 augustus 1911 - 28 september 1926)
- Luis Adriano Díaz Melo (13 april 1927 - 13 november 1947)
- Julio Caicedo Téllez (23 februari 1948 - 24 september 1958)
  - Miguel Antonio Medina y Medina (hulpbisschop: 16 juli 1952 - 1959)
- Francisco Gallego Pérez (18 december 1958 - 21 mei 1960)

### Aartsbisschoppen
- Alberto Uribe Urdaneta (13 juli 1960 - 7 februari 1985)
  - Augusto Aristizábal Ospina (hulpbisschop: 2 juni 1969 - 29 oktober 1977)
- Pedro Rubiano Sàenz (7 februari 1985 - 27 december 1994; coadjutor sinds 26 maart 1983)
  - Héctor Luis Gutiérrez Pabón (hulpbisschop: 13 februari 1987 - 2 februari 1998)
  - Alfonso Cabezas Aristizábal (hulpbisschop: 22 april 1988 - 13 mei 1992)
  - Julio Enrique Prado Bolaños (hulpbisschop: 8 juli 1992 - 2 februari 1995)
  - Edgar de Jesús Garcia Gil (hulpbisschop: 8 juli 1992 - 28 oktober 2002)
- Isaías Duarte Cancino (19 augustus 1995 - 16 maart 2002)
  - José Soleibe Arbeláez (hulpbisschop: 19 juli 1999 - 6 december 2002)
  - Luis Adriano Piedrahíta Sandoval (hulpbisschop: 19 juli 1999 - 3 juli 2007)
- Juan Francisco Sarasti Jaramillo (17 augustus 2002 - 18 mei 2011; hulpbisschop 8 maart 1978 - 23 december 1983)
  - Gonzalo Restrepo Restrepo (hulpbisschop: 12 december 2003 - 11 juli 2006)
  - Julio Hernando García Peláez (hulpbisschop: 11 februari 2005 - 5 juni 2010)
  - José Alejandro Castaño Arbeláez (hulpbisschop: 13 november 2006 - 21 oktober 2010)
  - José Daniel Falla Robles (hulpbisschop: 15 april 2009 - 29 juni 2016)
- Darío de Jesús Monsalve Mejía (18 mei 2011 - 8 december 2022; coadjutor sinds 3 juni 2010)
  - Juan Carlos Cárdenas Toro (hulpbisschop: 26 juni 2015 - 1 oktober 2020)
- Luis Fernando Rodríguez Velásquez (8 december 2022 - heden; coadjutor sinds 22 april 2022, hulpbisschop sinds 5 juli 2014)

## Galerij van afbeeldingen

Wapen van het aartsbisdom Cali
Kaart van de kerkprovincie Cali

Cali (aartsbisdom) · Buenaventura · Buga · Cartago · Palmira